# Brick Bradford
Brick Bradford is een Amerikaanse sciencefictionstripreeks, die vanaf augustus 1933 verscheen in Amerikaanse kranten. De strip werd getekend door Clarence Gray. William Ritt schreef het verhaal. Er liep zowel een zwart-wit-reeks als een kleurenpagina in de zondagse bijlagen die vanaf november 1934 verscheen. Vanaf 1936 verscheen Brick Bradford ook in de comics, waaronder King Comics vanaf april 1936 en Ace Comics tussen 1947 en 1949.
William Ritt trok zich terug in 1948, en Clarence Gray bleef de strip alleen maken tot hij gezondheidsproblemen kreeg. In 1952 nam Paul Norris de dagelijkse strip over en na de dood van Gray in 1956 ook de zondagsstrip. Norris bleef de strip maken tot het einde in 1987.
Brick Bradford is een space opera-strip in hetzelfde genre als Flash Gordon en Buck Rogers. Brick Bradford was de eerste sciencefiction-stripheld die door de tijd kon reizen met zijn ballonachtige tijdmachine "Time Top".
De reeks werd verdeeld door King Features Syndicate en verscheen ook in buitenlandse kranten. In Frankrijk heette ze "Luc Bradefer". In België verscheen ze in het stripblad Spirou/Robbedoes. In Nederland verscheen Brick Bradford vanaf 8 januari 1965 dagelijks in de Nieuwe Leidse Courant. De strip werd aangekondigd als "Avonturen in de ruimte met Brick Bradford, door Clarence Gray".